# Césarville-Dossainville
Césarville-Dossainville é uma comuna francesa na região administrativa do Centro, no departamento Loiret. Estende-se por uma área de 19,33 km². Em 2010 a comuna tinha 260 habitantes (densidade: 13,5 hab./km²).